# Call of Cthulhu (Rollenspiel)
Call of Cthulhu (häufig als CoC abgekürzt, auch H. P. Lovecraft’s Cthulhu, dt. Auf Cthulhus Spur oder einfach Cthulhu) ist ein auf dem von H. P. Lovecraft geschaffenen Cthulhu-Mythos basierendes Pen-&-Paper-Rollenspiel. Es ist der erste erfolgreiche Versuch, nach dem Fantasy-Genre auch Horror in eine für das Rollenspiel geeignete Spielform zu bringen. Call of Cthulhu wird seit 1981 von der Firma Chaosium verlegt. Die aktuelle siebente Auflage erschien im Jahr 2014. Deutschsprachiger Lizenznehmer ist seit 1999 Pegasus Spiele mit dem Titel H. P. Lovecraft’s Cthulhu.

## Geschichte

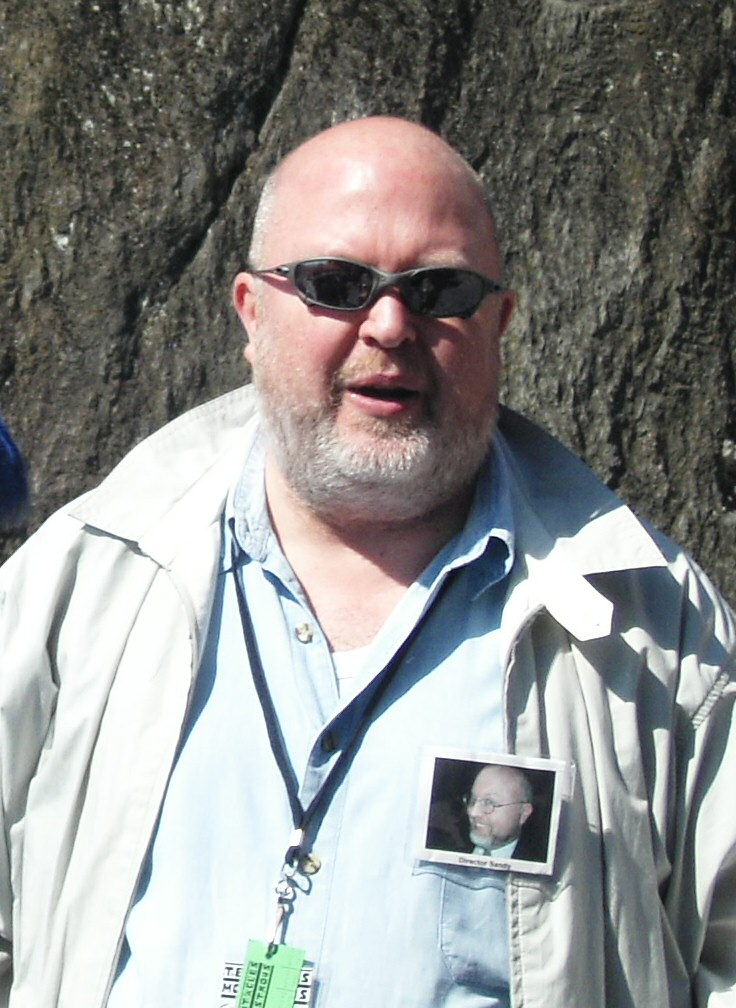
Sandy Petersen, 2004

Call of Cthulhu wurde von dem US-amerikanischen Spieleautor Sandy Petersen entwickelt und erschien 1980 bei dem Verlag Chaosium. Es war das erste klassische Pen&Paper-Rollenspiel mit einem Lovecraft-Thema und baut, wie die meisten Rollenspielsysteme der 1980er und späterer Jahre, auf dem klassischen Dungeons & Dragons von Gary Gygax auf.
Im Fall von Call of Cthulhu wurde das System des von Steve Perrin entwickelten Rollenspiels RuneQuest, das ebenfalls bei Chaosium erschienen ist, als Basis genommen und in die „Dreamlands“ (auf Deutsch „Traumlande“) der Geschichtenwelt von H. P. Lovecraft verlegt. Ursprünglich als Ergänzung zu RuneQuest gedacht, entwickelte Petersen neben dem Grundregelwerk auch mehrere Abenteuer für Call of Cthulhu und entwickelte es bis zur vierten Ausgabe im Jahr 1989 weiter. Nach dem Ausscheiden von Petersen bei Chaosium wurden die 5., 5.5. und 6 Ausgabe von Call of Cthulhu von Lynn Willis übernommen. Sie erschienen 1991, 1998 und 2004, zusätzlich gab es 2001 eine Jubiläumsausgabe zum 20-jährigen Jubiläum des Spiels. 2001 gab Wizards of the Coast eine Version heraus, die statt des Regelsystems der Chaosium-Ausgabe die erstmals mit der 3. Ausgabe des Fantasy-Rollenspiels Dungeons & Dragons eingeführten d20-Regeln nutzt. 2014 erschien die 7. Ausgabe des Regelwerks, ausgearbeitet von Paul Fricker und Mike Mason.
Die erste deutsche Ausgabe wurde 1986 unter dem Titel Auf Cthulhus Spur bei der Firma Hobby Products veröffentlicht. Später gingen die Rechte an den Laurin-Verlag, wo Cthulhu seit 1990 und bis zum Konkurs des Verlags neben MERS eines der Hauptsysteme war. 1995 wurde das System kurzzeitig vom Ars Ludi Verlag in Konstanz als Hardcover unter dem Titel H. P. Lovecrafts Cthulhu, Das Rollenspiel veröffentlicht. Seit 1999 übernahm der Verlag Pegasus Spiele das System mit dem Titel H. P. Lovecraft’s Cthulhu, hier erschien auch die aktuelle siebte Ausgabe.
Weitere (lizenzierte) Rollenspiele und Rollenspielerweiterungen mit Bezug zum Cthulhu-Mythos sind u. a. Trail of Cthulhu (2008) von Pelgrane Press, Shadows of Cthulhu (2008) von Reality Deviant Publications (im True20-Regelsystem), Realms of Cthulhu von Reality Blurs oder das von der Deutschen Lovecraft Gesellschaft entwickelte FHTAGN.

## Setting

Eine fiktive Karte von Neuengland mit den Städten Arkham und Innsmouth, die für Call of Cthulhu zentral sind.

Klassisches Setting für Abenteuer ist Lovecraft Country, also Neuengland insbesondere Massachusetts erweitert um fiktive Orte wie Arkham und Innsmouth. Die klassische Zeit, in der gespielt wird, sind in Anlehnung an Lovecrafts Geschichten die 1920er und 1930er Jahre. Weitere populäre Settings umfassen die 1890er (Gaslight), die Gegenwart (Delta Green / Cthulhu Now), das Mittelalter (Dark Ages) und die Traumlande. Zudem existieren zwei futuristische Science-Fiction-Settings (Cthulhu Rising und Cthulhu Endtimes) sowie ein Setting in der Antike mit Fokus auf das Römische Reich (Cthulhu Invictus) und eines im Zweiten Weltkrieg (Achtung! Cthulhu), deren Popularität geringer ist.
Im Jahr 2022 erschien ein weiterer Ergänzungsband (Regency Cthulhu) mit dem Untertitel "Dark Designs in Jane Austen's England", welcher den Zeitraum von 1811 bis 1822 in England abdeckt.
Alle diese Erweiterungen stellen separate Spielwelten dar, jedoch keine separaten Systeme, da das Regelsystem von Call of Cthulhu verwendet wird. Im deutschsprachigen Raum ist zudem das inoffizielle Fanprojekt „Katzulhu“ beliebt, in welchem Katzen die Protagonisten sind (möglicherweise inspiriert durch Lovecrafts Liebe zu Katzen und deren Prominenz in mehreren Kurzgeschichten).
Charakteristisch für Call of Cthulhu ist, dass jede dieser Spielwelten einen eigenen Charakterbogen verwendet, welcher sich inhaltlich sowie stilistisch vom Charakterbogen aus dem jeweils aktuellen Grundregelwerk unterscheidet.

## Regelsystem
Die Besonderheit des Cthulhu-Spielsystems ist die intensive Beschäftigung und regeltechnische Abbildung von Wahnsinn und geistigem Verfall der Spielercharaktere. Die „geistige Stabilität“ ausgedrückt durch Sanity Points (kurz SAN) leidet bei grauenhaften Erlebnissen und Erkenntnissen über den Cthulhu-Mythos. Spätestens bei einer geistigen Stabilität von 0 ist der Charakter wahnsinnig und nicht mehr spielbar. Dieses steht im Einklang mit Lovecrafts Geschichten, die oftmals mit Tod oder Wahnsinn der Protagonisten enden. Während die Spieler anderer Fantasy-Rollenspielsysteme üblicherweise ihren Charakter über viele Spielsitzungen hinweg verwenden, führen die Stabilitätspunkte dazu, dass nur selten die Figuren über längere Zeit spielbar bleiben. Die geringe Chance, (mehr als) ein Abenteuer zu überleben, macht CoC zudem ideal für sogenannte One-Shots, d. h. Abenteuer, die mit vorgefertigten Charakteren gespielt werden und die daher an jedem Ort und jeder Zeit spielen können.

### Charaktererschaffung
Die Spieler „erschaffen“ ihre Spielercharaktere, die in dem Spiel als „Investigatoren“ bezeichnet werden, wie bei anderen Rollenspielsystemen mit Hilfe von Würfeln und tragen die daraus gebildeten Werte in einen Charakterbogen ein. Dabei würfeln sie Werte für die verschiedenen körperlichen und geistigen Eigenschaften, die Attribute, aus und leiten von diesen weitere Eigenschaften ab. Attribute gibt es für die physische Kraft (Stärke), die körperliche Gesundheit und Zähigkeit (Konstitution), die körperliche Gewandtheit und Aktionsgeschwindigkeit (Geschicklichkeit), die körperliche Erscheinung, die Körpergröße, die Intelligenz und die Bildung sowie das Mana als Kombination aus Willenskraft, Geist und mentaler Stabilität. Aus diesen Attributen leiten sich verschiedene andere Eigenschaften ab, etwa die „Trefferpunkte“ als Maß für die maximale Anzahl von körperlichem Schaden, den ein Charakter bekommen darf, oder der „Schadenbonus“, der sich aus der Kraft und Größe des Charakters ergibt. Weitere abgeleitete Werte sind die Bewegungsweite, die (geistige) Stabilität und die Magiepunkte. Das „Glück“ eines Charakters wird erneut ausgewürfelt.
Durch die Wahl eines Berufes bei der Charaktererschaffung erhält ein Investigator weitere Fähigkeiten, die diesem Beruf entsprechen. Dabei wählt er einen für das gewählte Setting typischen Beruf wie etwa Akademiker, Altertumsforscher, Arzt, Privatdetektiv, Reporter oder Schriftsteller und bekommt dafür berufsspezifische sowie weitere freie Fertigkeiten, die im späteren Spiel eingesetzt werden können. Über eine Hintergrundgeschichte sowie eine Darstellung vom persönlichen Besitz und der Ausrüstung wird die Charaktererstellung abgeschlossen.

### Spielsystem

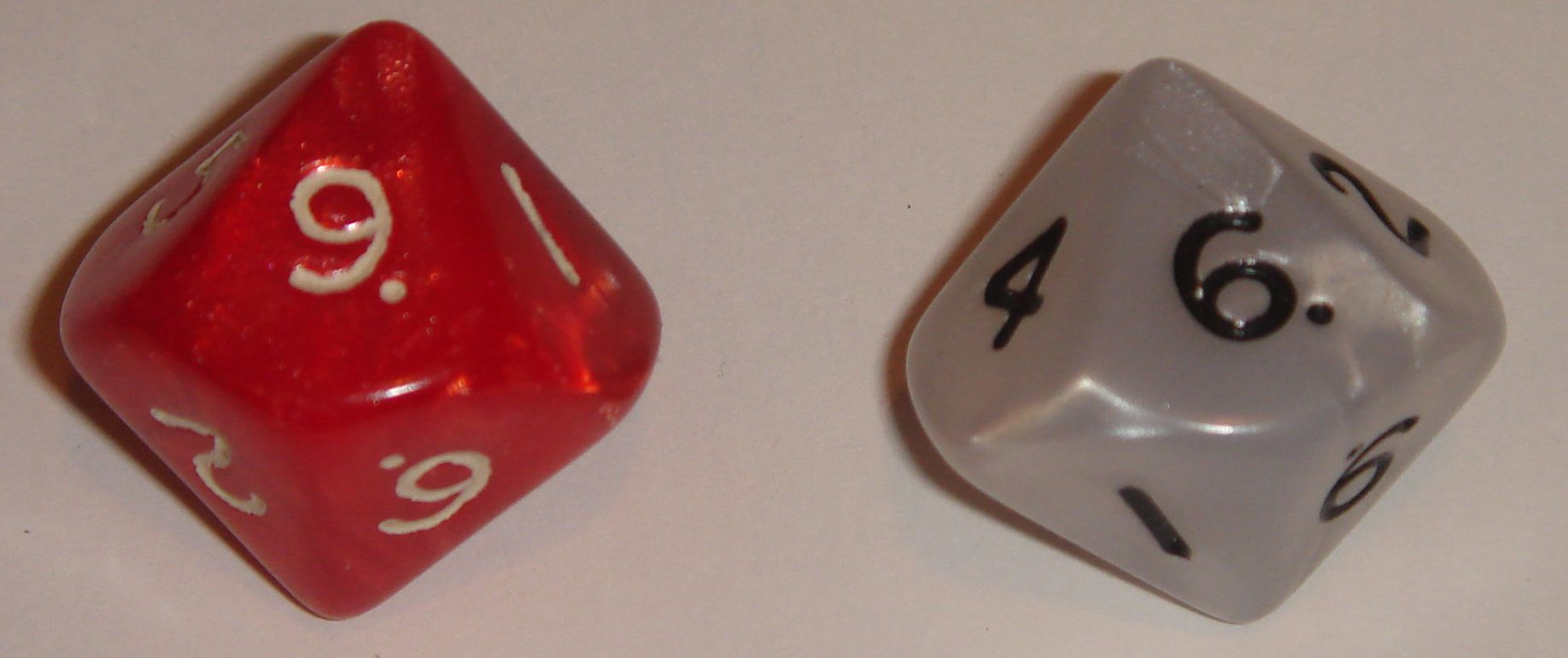
Ein Prozentwert wird bei Cthulhu über W100 bzw. W% ausgewürfelt: Zwei zehnseitige Würfel (W10) ergeben gemeinsam einen Wert zwischen 1 und 100, wobei ein Würfel die Zehner und einer die Einer vorgibt; hier wurden 96 % gewürfelt.

Das Regelsystem basiert auf dem Basic Role-Playing System. Um den (Miss)Erfolg von Aktionen festzustellen, wird dabei ein Prozentsystem (W% bzw. W100) verwendet, bei dem die Spieler „Proben“ gegen ihre Attribute oder Fertigkeitswerte werfen. Sie dürfen dabei maximal den Wert würfeln, der ihrem eigenen Attributs- oder Fertigkeitswert entspricht. Umso höher ein Attributs- oder Fertigkeitswert ist, desto höher ist die Wahrscheinlichkeit, eine erfolgreiche Probe abzulegen. Bei schwierigen Proben wird der Wert, gegen den gewürfelt wird, halbiert und bei extrem schwierigen Proben gefünftelt.

## Veröffentlichungen
Wie bei vergleichbaren Rollenspielsystemen gab und gibt es auch bei Call of Cthulhu zahlreiche Veröffentlichungen mit Regelwerken, ergänzendem Material und Abenteuersettings. Die Basis stellen dabei immer die Grundregelwerke der jeweiligen Ausgaben dar, die auf Englisch sowie teilweise auch auf Deutsch erschienen sind:
- Sandy Peterson (Hrsg.): Call of Cthulhu. 1. Edition, Chaosium 1981.
- Sandy Peterson (Hrsg.): Call of Cthulhu. 2. Edition, Chaosium 1983.
- Sandy Peterson (Hrsg.): Call of Cthulhu. 3. Edition, Chaosium 1986.
- Sandy Peterson (Hrsg.): Call of Cthulhu. 4. Edition, Chaosium 1989.
- Sandy Peterson, Lynn Willis (Hrsg.): Call of Cthulhu. 5. Edition, Chaosium 1992.
- Sandy Peterson, Lynn Willis (Hrsg.): Call of Cthulhu. 6. Edition, Chaosium 2004.
- Sandy Peterson, Lynn Willis (Hrsg.), Paul Fricker, Mike Mason (Überarbeitung): Call of Cthulhu. 7. Edition, Chaosium 2014.
  - Heiko Gill (Redaktion, Übersetzung): Cthulhu: Grundregelwerk. Pegasus Spiele 2018, ISBN 978-3-95789-007-8.

## Cthuloide Welten
Cthuloide Welten war das offizielle halbjährlich erscheinende deutschsprachige Cthulhu-Magazin aus dem Hause Pegasus. Frank Heller legte zum 1. Dezember 2010 das Amt des Chefredakteurs in die Hände von Heiko Gill und teilte bereits am 18. Juli 2011 mit, dass die Cthuloide Welten im Oktober 2011 eingestellt würde. Neben 21 regulären Ausgaben erschienen auch Sonderbände als Cthuloide Welten Bibliothek.

## Auszeichnungen
- Die 7. Auflage des Grundregelwerks wurde auf die Auswahlliste des Deutschen Rollenspielpreises 2016 in der Kategorie Grundregelwerk gewählt.[10]
- Das Grand Grimoire der Mythos-Magie wurde auf die Auswahlliste des Deutschen Rollenspielpreises 2018 in der Kategorie Ergänzungsbände gewählt.[11]